# Вентури, Лионелло
Лионелло Вентури (итал. Lionello Venturi; 25 апреля 1885, Модена, Королевство Италия — 14 августа 1961, Рим, Республика Италия) — итальянский историк искусства, профессор Туринского и Римского университетов. В разное время также преподавал в Англии, Франции, США, был членом антифашистских движений.

## Семья
Отцом и наставником Лионелло Вентури был Адольфо Вентури (1856—1941), один из родоначальников итальянской искусствоведческой школы, академик и сенатор Италии.
Сын Лионелло — Франко Вентури (1914—1994) — был историком. Преподавал на факультете искусств Сорбонны и в Туринском университете. Во время Второй мировой войны стал участником движения сопротивления в Италии, членом Партии Действия (либерально-социалистического толка), находился в фашистском заключении (1941—1943). Впоследствии занимался социальной и политической историей, в частности, был специалистом по русскому народничеству.

## Биография
Лионелло родился 25 апреля 1885 года в Модене, учился в классическом Лицее Висконти в Риме, получил диплом Римского колледжа в 1907 году.
В 1909—1910 годах работал в Венецианской Галерее, в 1911—1912 годах — в Галерее Боргезе в Риме. В 1911—1914 годах — преподаватель истории средневекового и нового искусства в Университете Падуи. С 1914 года — экстраординарный профессор истории искусства Туринского университета.
В 1915 году после вступления Италии в Первую мировую войну Лионелло Вентури отправился добровольцем в артиллерию (служил пулеметчиком). Получил ранение в глаз, награждён медалью за отвагу, в 1917 году демобилизован.
С 1919 года был ординарным профессором истории искусства Туринского университета. Преподавал до 1931 года. В это время стал другом известного предпринимателя, мецената и коллекционера Рикардо Гвалино. В 1931 году отказался присягнуть режиму Бенито Муссолини, вследствие чего покинул Турин и Италию.
С 1931 по 1939 год жил во Франции и Англии. Преподавал историю искусств в университетах Парижа, Лиона, Лондона, в Кембридже. Живя во Франции, был членом антифашистской организации «Справедливость и свобода». В 1939 году, незадолго до сдачи Франции фашистам, когда к власти пришло коллаборационистское правительство Виши, Вентури эмигрировал в США.
С 1939 по 1945 год жил в Америке, преимущественно, в Нью-Йорке, преподавал в университете Джонса Хопкинса в Балтиморе, Калифорнийском университете, школе свободных искусств в Нью-Йорке, а также университетах Чикаго, Детройта и Филадельфии. Помимо этого, участвовал в деятельности «Общества Маццини», антифашистском обществе, основанном известном историком и политиком Гаэтано Сальвимини вместе с Джузеппе Боргезе, Карло Сфорца, Максом Асколи и другими.
В 1945 вернулся в Италию, получил приглашение стать профессором Туринского университета, однако предпочел занять кафедру истории искусства в Риме. Здесь проработал вплоть до своей смерти 14 августа 1961 года.
Библиотека Лионелло Вентури разделена между университетами Рима, Турина и Перуджи. В 1996 году архив Вентури был передан его наследниками в отдел истории искусства Римского Университета Сапиенца.

## Ученики
У Вентури было множество учеников. Одной из первых учениц была Мари Питтагула, которая написала под руководством историка работу об Эжене Фромантене. Также Вентури руководил работой Джулио Карло Аргана (политик коммунистического толка и мэр Рима); Чезаре Бранди (историк искусства); Валентино Мартинелли (историк искусства); Маурицио Кальвези (академик-искусствовед), Эуженио Баттисти (историк искусства) и других.

## Научная деятельность
Лионелло Вентури был идеологическим последователем историка и философа-неогегельянца Бенедетто Кроче относительно своей тяги к формализму. На взгляды Вентури оказали влияние труды австрийского искусствоведа Алоиза Ригля (одного из главных представителей формализма) и швейцарца Генриха Вёльфлина, также формалиста.
Был одним из первых исследователей творчества Донато Венециано. Обратил внимание на то, что как на картине, так и в документах имя Донато стоит впереди имени Катарино Венециано, в связи с чем сделал предположение, что это является свидетельством ведущей роли Донато в совместных работах, и что единственная подписанная им картина в большей своей части написана его рукой.
в 1909 году высказал несколько замечаний о хранящихся в Галерее Боргезе полотнах Караваджо; за год до этого, в 1908 году, в журнале «Arte» были опубликованы работы Вентури, где он попытался выявить «джорджоневские» источники этого художника. Вентури привлек внимание чи тателей к натюрмортам Караваджо, а также приписал его кисти один портрет и внимательно проанализировал полотна Караваджо, хранящиеся в галереях Спада и Дориа.
Работы Вентури отличаются меткостью характеристик, широтой охвата исторических проблем.

### Основные работы
- Джорджоне и Джорджонизм, 1913
- Художественная критика Леонардо да Винчи, 1919
- Вкусы примитивов, 1926
- История художественной критики, 1936 (на английском), 1938 (на французском), 1945 (на итальянском)
- Сезанн, 1936
- Руо, 1940
- Шагал, 1945
- Живопись и живописцы, 1945
- Итальянская живопись (в 3 томах), 1950-52
- Шестнадцатый век: от Леонардо до Эль Греко, 1956
- Четыре этапа на пути к современному искусству: Джорджоне, Караваджо, Мане, Сезанн, 1956

### Переиздания на русском языке
- Художники нового времени. М., 2007.
- От Мане до Лотрека. М., 2007.